# Subtiloria angusta
Subtiloria angusta är en insektsart som först beskrevs av Lucien Chopard 1958.  Subtiloria angusta ingår i släktet Subtiloria och familjen syrsor. Inga underarter finns listade i Catalogue of Life.